# Donne nelle forze armate pakistane

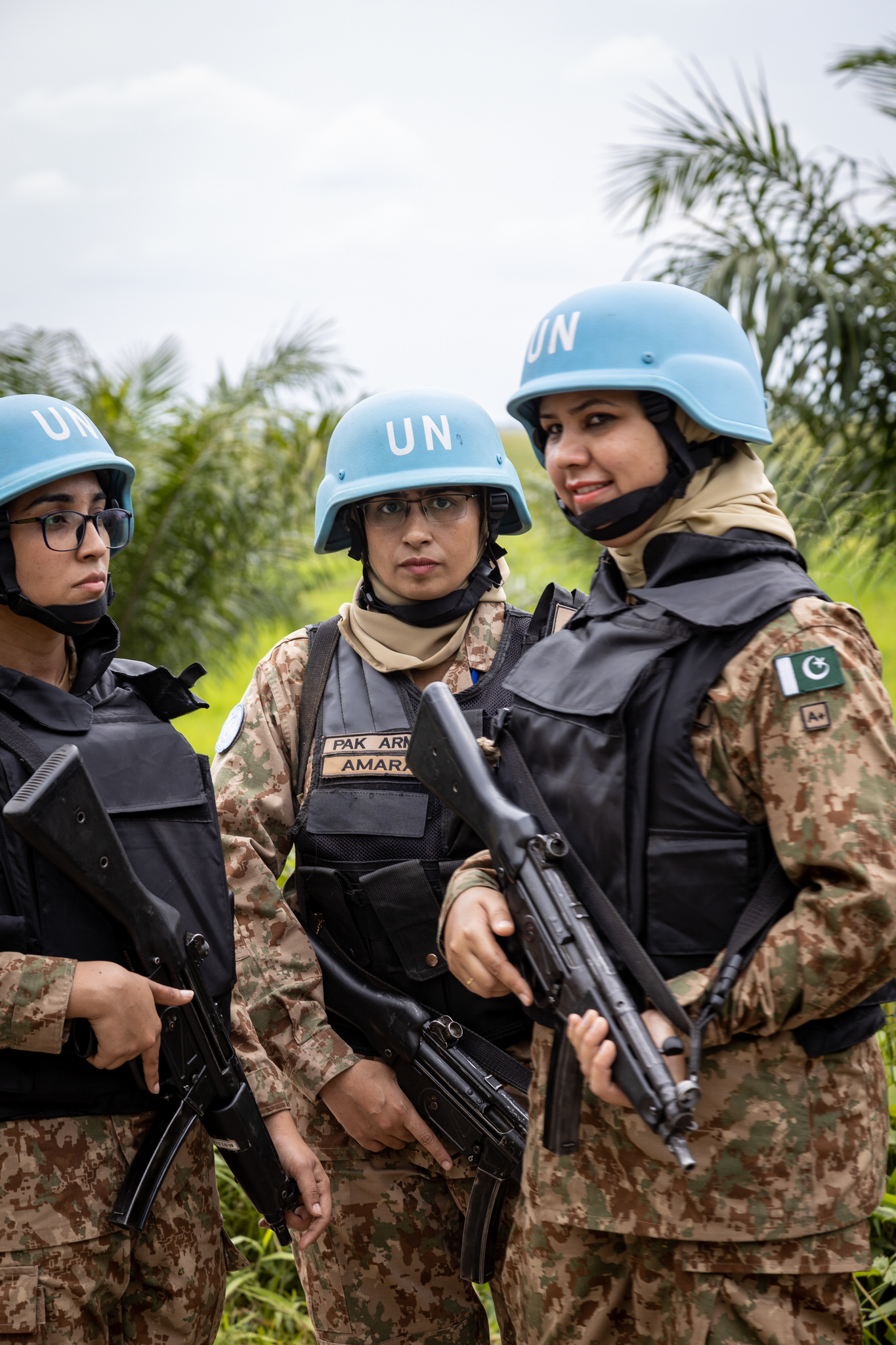
Soldate pakistane assegnate alla missione MONUSCO delle Nazioni Unite nella Repubblica Democratica del Congo

La presenza di donne nelle forze armate pakistane risale alla fondazione stessa del Pakistan nel 1947. L'Esercito pakistano costituì alcune unità femminili nel 1948, impiegando le donne in ruoli connessi ai servizi sanitari, logistici e amministrativi ma non in settori legati al combattimento; le donne ebbero progressivamente accesso a tutti i ruoli del Corpo medico dell'esercito, compresi i più apicali, e dal 2002 alcune di loro hanno conseguito i gradi di generale. Dal 2019 l'Esercito pakistano ha inoltre iniziato a impiegare personale femminile nelle missioni di pace all'estero sotto l'egida delle Nazioni Unite.
L'Aeronautica militare pakistana è stata l'ultima delle forze armate a consentire, nel 2003, l'accesso ai ranghi degli ufficiali per le donne, ma è stata la prima a impiegare in ruoli di combattimento il personale femminile: le donne possono frequentare l'accademia aeronautica e, dal 2009, qualificarsi per il ruolo di piloti da caccia. La Marina militare del Pakistan ha iniziato a reclutare ufficiali donne dal 1997, ma le impiega unicamente in ruoli sanitari, tecnici o amministrativi.

## Donne nell'Esercito pakistano

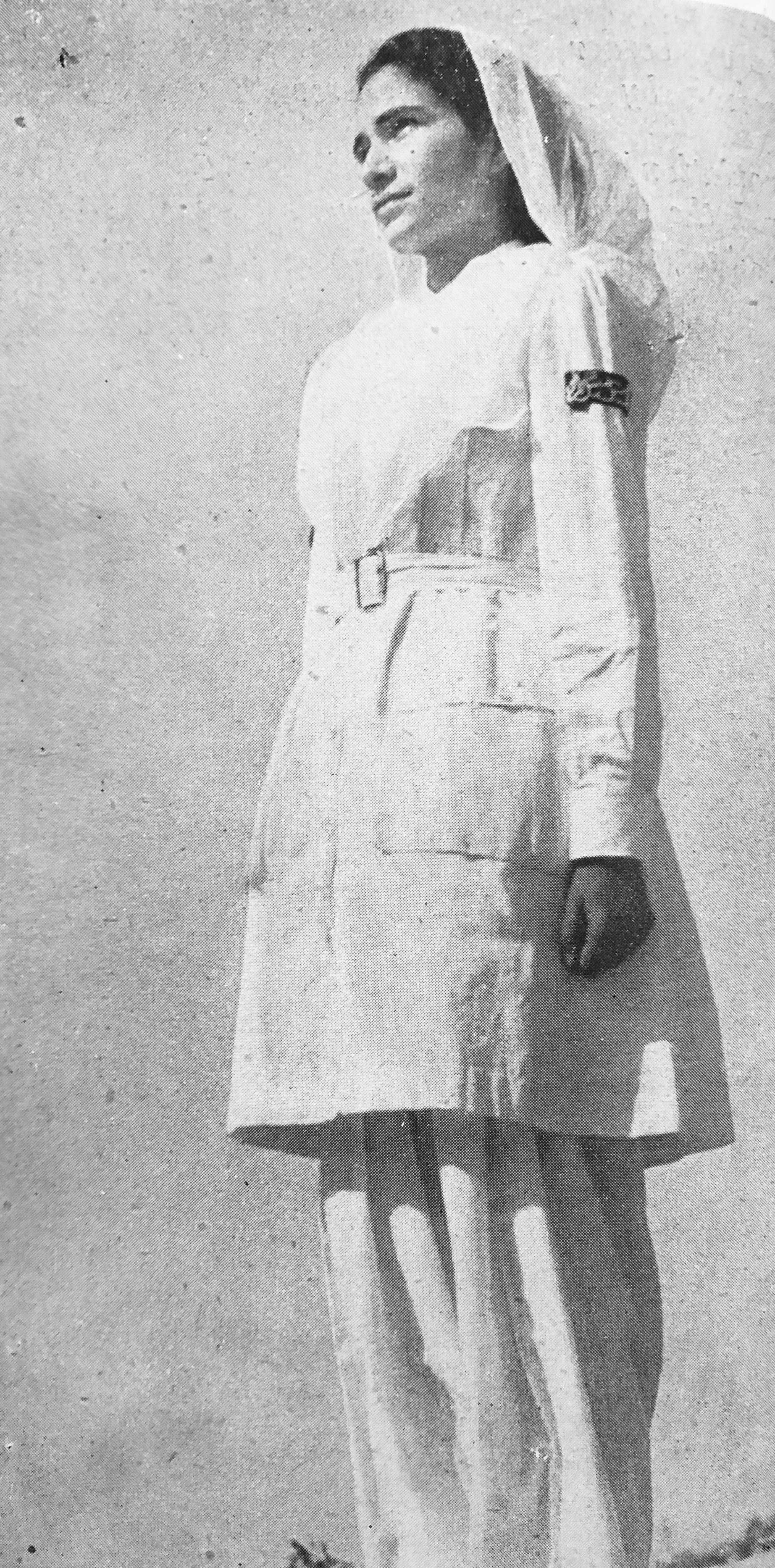
Una donna in uniforme della Guardia nazionale femminile pakistana nel 1950

Nel 1948 Ra'ana Liaquat Ali Khan, consorte del primo capo del governo del Pakistan, prese l'iniziativa di avviare un servizio militare volontario femminile per supportare, sotto i profili dell'assistenza medica e logistica, l'Esercito pakistano impegnato all'epoca negli scontri della guerra indo-pakistana del 1947-1948; ciò portò alla formazione di un'unità femminile in seno al Corpo medico dell'Esercito pakistano, ma un primo tentativo di introdurre un programma di addestramento al combattimento per le donne fu respinto dall'allora comandante in capo dell'esercito, il generale Frank Messervy. Nel 1949 Ra'ana Liaquat Ali Khan fondò una Guardia nazionale femminile, e le donne furono incoraggiate ad assumersi responsabilità nella somministrazione del primo soccorso, nell'organizzazione della distribuzione di cibo, nella gestione di problemi di salute, epidemie e vestiario e, soprattutto, nel fornire supporto morale ed emotivo alle forze armate. Il capo controllore dell'unità, composta esclusivamente da donne e descritta come una milizia, era la stessa Ra'ana, cui fu conferito il grado onorario di generale di brigata..
La Guardia nazionale femminile venne sciolta dopo pochi anni, e nella restante parte del XX secolo alle donne venne vietato di partecipare alle operazioni di combattimento attive, sebbene una parte considerevole delle donne ufficiali del Corpo medico dell'Esercito venisse impiegata in zone ostili per supportare le operazioni mediche. A partire dalla guerra indo-pakistana del 1971 e dalla guerra nel Pakistan nord-occidentale, a causa di una crescente necessità di personale per le forze di terra, le donne divennero necessarie per un maggior numero di ruoli sul campo: la carenza di manodopera spinse l'Esercito a consentire alle donne di prendere parte attiva in settori correlati alla medicina e all'ingegneria, servendo in una varietà di ruoli di supporto tecnico e amministrativo. Dal 2004 ebbero inizio i primi corsi di addestramento alla guerra per il personale militare femminile, anche se le donne non furono inserite in alcuna formazione da combattimento. Alle donne in forza al Corpo medico fu consentito di assumere posizioni apicali e di partecipare alla pianificazione di alto livello delle operazioni sanitarie. Nel 2002 l'ufficiale del Corpo medico Shahida Malik è stata la prima donna a conseguire il grado di maggior generale dell'Esercito pakistano. Nel 2015 il generale di brigata del Corpo medico Nigar Johar è diventata la prima donna ad assumere un ruolo di comando, quello di un ospedale multidisciplinare di terzo livello; nel 2017, dopo la nomina a vicecomandante dell'accademia del Corpo medico di Rawalpindi, Johar è diventata la terza donna a conseguire il grado di maggior generale e, nel 2020, è diventata la prima e unica donna in Pakistan a essere promossa al grado di tenente generale.
Nel 2006 l'Esercito pakistano ha istituito il primo corso apposito per aspiranti ufficiali donne presso l'Accademia militare di Abbottabad; dopo un corso di addestramento di sei mesi, la prima classe di cadette ha conseguito il diploma il 15 aprile 2007. Il 14 luglio 2013, 24 ufficiali donne dell'Esercito pakistano, per lo più medici e ingegnere informatiche, hanno completato con successo per la prima volta un corso per paracadutisti presso la Scuola di paracadutismo militare di Peshawar.
Dal 2019 l'Esercito pakistano ha iniziato ad aumentare il numero di ufficiali donne in servizio nelle missioni di pace delle Nazioni Unite all'estero, soddisfacendo già a metà di quell'anno la quota di un minimo di 15% di personale femminile fissata dalla stessa ONU. Il 13 gennaio 2020 una squadra di personale femminile pakistano ha per la prima volta ricevuto un'onorificenza delle Nazioni Unite per il suo operato nella Provincia del Kivu Sud nell'ambito della missione MONUSCO nella Repubblica Democratica del Congo.

## Donne nell'Aeronautica pakistana

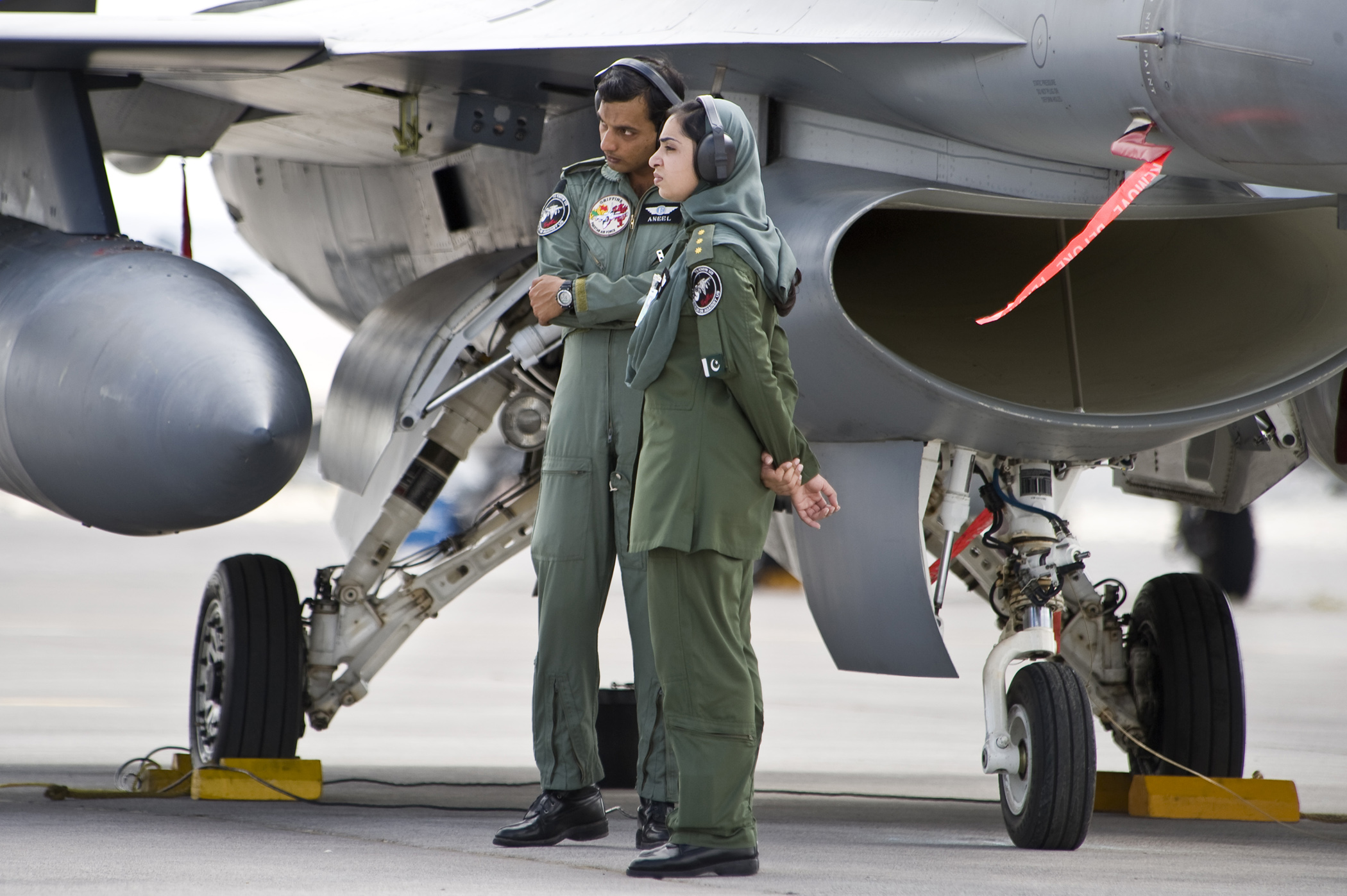
Due ufficiali del personale di terra dell'Aeronautica pakistana, un uomo e una donna, durante delle manovre di esercitazione presso la Nellis Air Force Base negli Stati Uniti

L'Aeronautica militare pakistana è rimasta a composizione rigorosamente maschile per gran parte della sua storia. Tuttavia, dal 2003, alle donne è stato permesso di iscriversi alle lezioni di ingegneria aerospaziale e ad altri corsi presso l'Accademia dell'aviazione militare di Risalpur, compresi i corsi di addestramento per piloti da caccia. Si sostiene che gli standard fisici e accademici non sono compromessi o abbassati per favorire le donne, e coloro che non raggiungono le stesse prestazioni dei loro colleghi maschi vengono immediatamente espulse dal corso; tuttavia il livello di applicazione di questa regola è sconosciuto. All'interno della strutture di addestramento dell'Aeronautica viene mantenuto un livello di segregazione tra i sessi in linea con le visioni tradizionali: ad esempio, le parate del mattino vengono eseguite insieme, ma alcune parti dell'addestramento, principalmente esercizi fisici, vengono svolte con maschi e femmine separati. Nel 2005 due dei gruppi di addestramento al volo dell'accademia avevano nei propri ranghi almeno dieci cadette femminili, con molte altre donne iscritte ai corsi di ingegneria aerospaziale; a quella data almeno quattro donne avevano superato le prime fasi dell'addestramento al volo su velivoli leggeri a elica ed erano passate alla formazione al pilotaggio di velivoli a reazione.
Nel marzo 2006 le prime quattro donne pilota da caccia dell'Aeronautica pakistana hanno conseguito il loro brevetto di volo, dopo aver completato i previsti tre anni di addestramento presso l'accademia di Risalpur; nel corso della cerimonia di laurea il generale Ahsan Saleem Hayat, allora vice capo dell'Esercito pakistano, ha riconosciuto che l'Aeronautica è stata la prima branca delle forze armate pakistane a introdurre le donne nelle unità di combattimento. Un secondo gruppo di tre donne pilota da caccia si è diplomato nel settembre 2006; la cadetta Saira Amin è stata la prima donna a vincere il premio assegnato alla migliore prestazione complessiva del corso di addestramento. Nel settembre 2009 sette donne si erano qualificate per operare in missioni di bombardamento e combattimento aereo a bordo dei caccia Chengdu J-7.
Il 24 novembre 2015 l'ufficiale di volo Marium Mukhtiar è diventata la prima pilota donna dell'Aeronautica pakistana a morire in servizio, cadendo vittima di un incidente aereo nella zona di Mianwali durante delle manovre di addestramento di routine.

## Donne nella Marina pakistana
La Marina militare del Pakistan non consente alle donne di prestare servizio in ruoli di combattimento. Il primo gruppo di ufficiali donne nella Marina fu arruolato nell'agosto 1997, principalmente come personale specializzato nei ruoli di farmaciste, dietiste, addette alle pubbliche relazioni e statistiche; alle donne è consentito prestare servizio in determinati settori come tecnologia dell'informazione, ingegneria, medicina, istruzione, logistica e pubbliche relazioni.